# Xanthodesma rectangulata
Xanthodesma rectangulata là một loài bướm đêm trong họ Noctuidae.